# Polyipnus tridentifer
Polyipnus tridentifer és una espècie de peix pertanyent a la família dels esternoptíquids.

## Descripció
- Fa 7,2 cm de llargària màxima.[3][4]

## Hàbitat
És un peix marí i batidemersal que viu entre 640 i 825 m de fondària al talús continental.

## Distribució geogràfica
Es troba a Austràlia i la Xina.

## Costums
És bentònic.

## Observacions
És inofensiu per als humans.